# Rayo globular

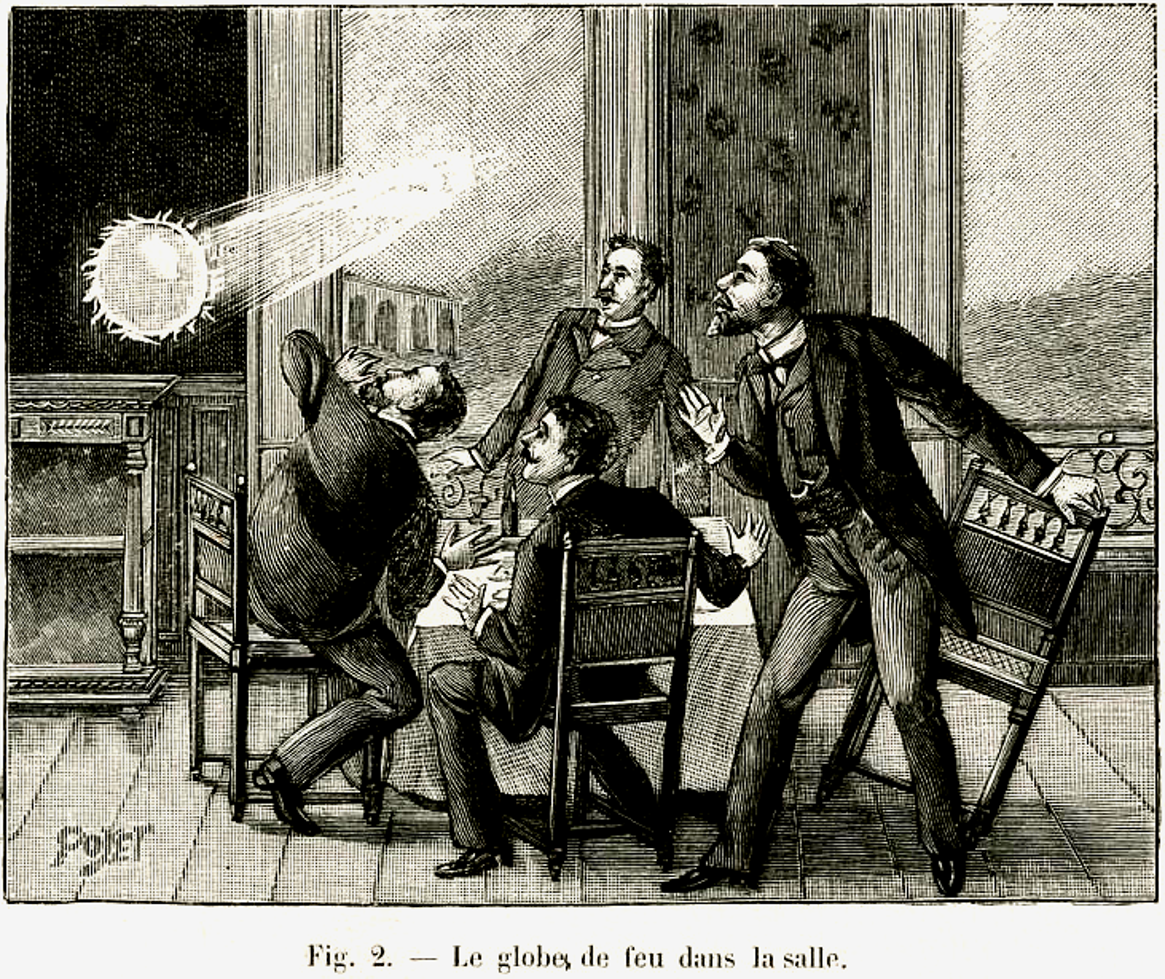
Una representación de un rayo globular en 1901.

El rayo globular, también conocido como relámpago esférico, centella, rayo en bola, rayo esférico o esfera luminosa, refiere a un fenómeno eléctrico atmosférico no explicado y potencialmente peligroso. El término se refiere a informes de objetos esféricos luminiscentes que varían desde el tamaño de un guisante hasta varios metros de diámetro. Aunque generalmente se asocia con tormentas eléctricas, el fenómeno dura considerablemente más que la fracción de segundo de un rayo. Dos informes del siglo XIX dicen que la esfera finalmente explota, dejando un olor a azufre. 
La existencia real de los fenómenos de rayos globulares no está probada. Hasta la década de 1960, la mayoría de los científicos trataban escépticamente los informes de rayos globulares. Los experimentos de laboratorio pueden producir efectos que son visualmente similares a los informes de rayos globulares, pero la forma en que se relacionan con el fenómeno natural sigue sin estar clara.
Los científicos han propuesto muchas hipótesis sobre los rayos globulares a lo largo de los siglos. Los datos científicos sobre los rayos globulares naturales siguen siendo escasos, debido a su poca frecuencia e imprevisibilidad. La presunción de su existencia depende de avistamientos públicos notificados, que han producido hallazgos algo inconsistentes. Debido a inconsistencias y a la falta de datos de confianza, la verdadera naturaleza de los rayos globulares sigue siendo desconocida.

## Descripción

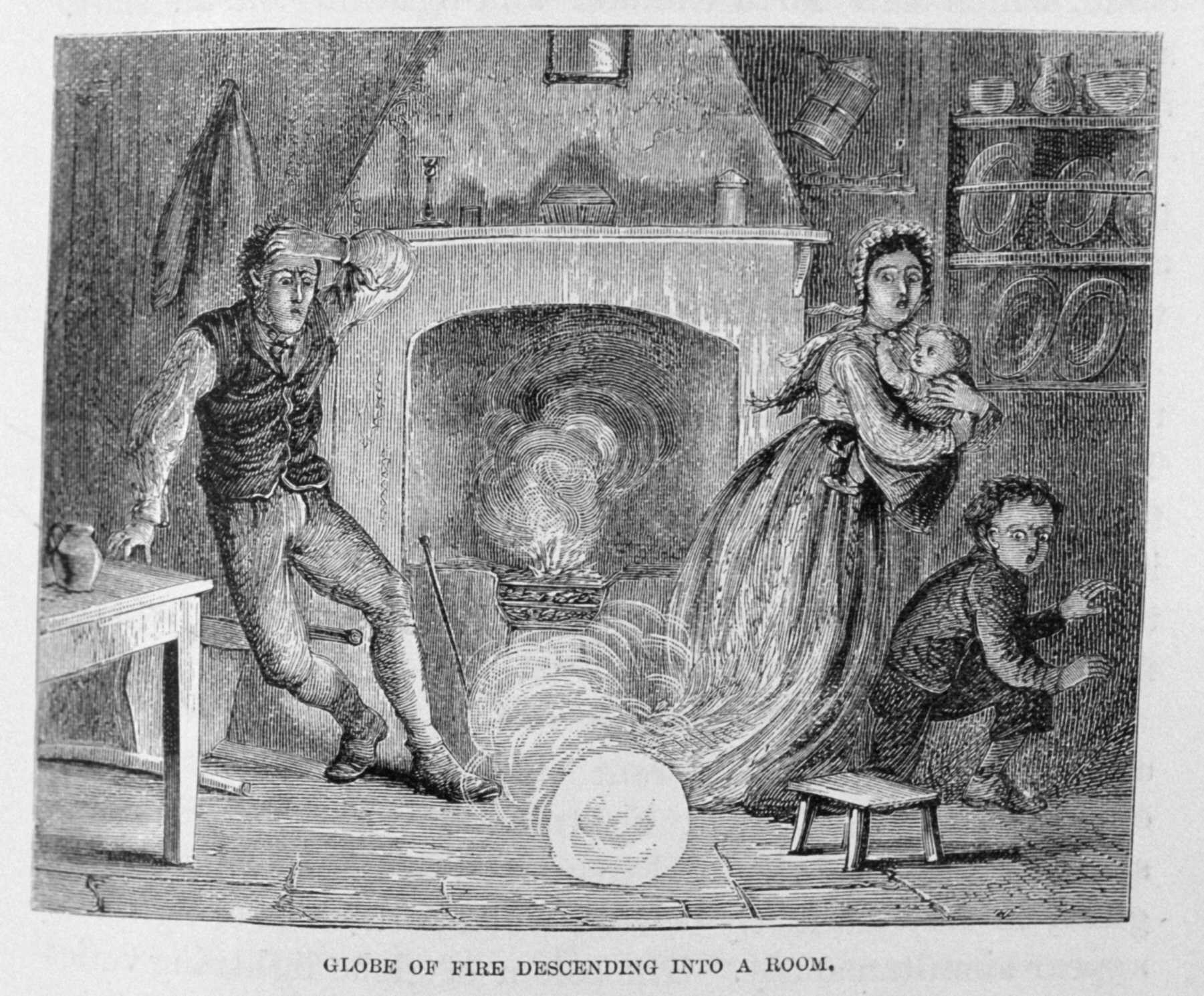
Rayo globular que entra por la chimenea (1886)

Las descargas de relámpagos globulares son extremadamente raras y los detalles de los testigos pueden variar ampliamente. Muchas de las propiedades observadas en los informes de rayos globulares son incompatibles entre sí, y es muy posible que varios fenómenos diferentes se estén agrupando incorrectamente bajo un mismo nombre.
Las descargas tienden a flotar o deslizarse en el aire y adoptan una apariencia esferoidal. La forma puede ser esférica, ovoidal, con forma de lágrima o de bastón, sin ninguna dimensión mucho mayor que las otras. La dimensión mayor suele estar entre 10 y 40 cm. Muchos presentan un color entre rojo y amarillo. En algunas ocasiones la descarga parece ser atraída por un objeto, mientras que en otras se mueve en forma aleatoria. Después de varios segundos la descarga se dispersa y es absorbida por algo o, en contadas ocasiones, se desvanece con una explosión.
Los rayos globulares normalmente aparecen durante tormentas eléctricas, y han sido observados en lugares diversos.

## Informes

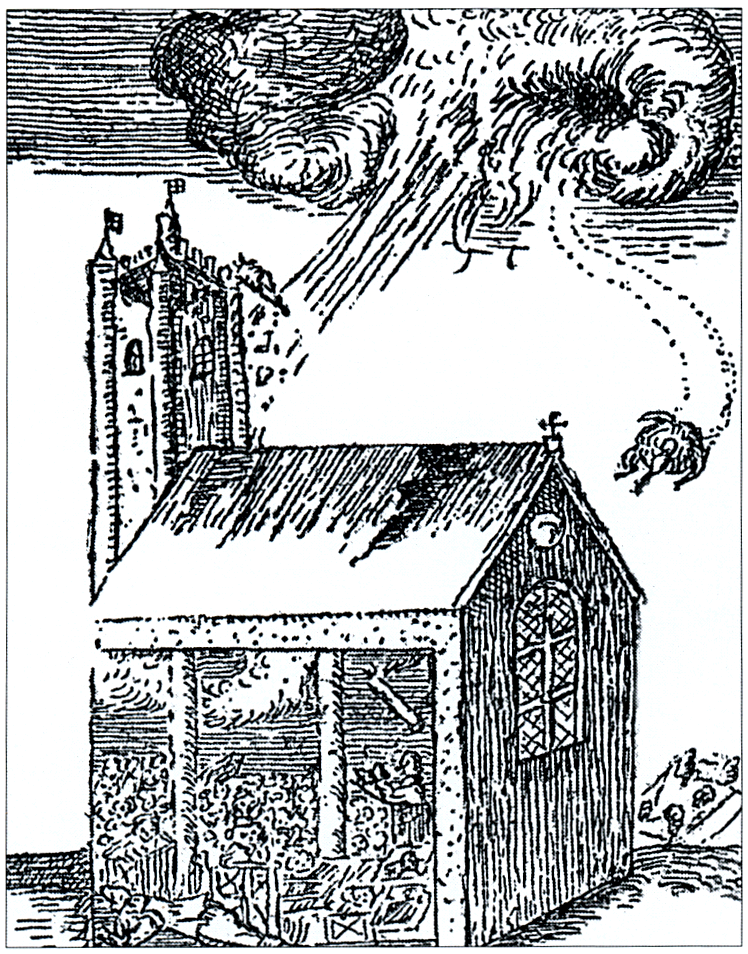
Un rayo globular destruye el techo de la iglesia de San Pancracio, en el condado de Devon (Inglaterra), durante la «Gran Tormenta Eléctrica» del 21 de octubre de 1638.

El 21 de octubre de 1638, en Widecombe-in-the-Moor (aldea de Devon, en el extremo suroeste de Inglaterra) sucedió la llamada Gran Tormenta Eléctrica (The Great Thunderstorm). Fue el primer caso documentado de una centella (rayo globular).[cita requerida]
El explorador ruso Vladimir Arséniev (1872-1930) testimonia un fenómeno semejante en Siberia, en 1908, en su obra En las montañas de la Sijoté-Alín. 
Allí describe condiciones climáticas de «calma total»: 

Era un globo luminoso del tamaño de dos puños y de un color blanco mate. Iba lentamente por el aire, adaptándose a la topografía del lugar. Descendía donde había baches y se subía en los puntos en los que el suelo subía y donde los arbustos eran más altos. Al mismo tiempo, evitaba el contacto con las ramas y con la hierba y sorteaba diligentemente ramas, tallos y brotes. Cuando el globo llegó al punto en el que me encontraba, a no más de unos diez pasos de mí, pude examinarlo bien. Su capa exterior se abrió dos veces y pude ver que dentro había una brillante luz blanca azulada. Las hojas, la hierba y las ramas, cerca de las que pasaba el globo, se iluminaban pálidamente con su luz mate y parecía que se pusieran en movimiento. Del raudo globo colgaba por atrás una pequeña cola de fuego, ﬁna como un hilo, que de vez en cuando soltaba pequeñas centellas. Comprendí que tenía delante de mí un rayo esférico, con el cielo despejado y en calma total. Cada una de las hierbas debía llevar la misma carga eléctrica que el globo. Por este motivo no había nunca contacto entre ellos.
Vladímir Arséniev

En distintos momentos, aviadores de todo el mundo informaron avistamientos, especialmente durante la Segunda Guerra Mundial. Debido al desconocimiento del fenómeno durante ese período, los pilotos los llamaron foo fighters.
El 25 de febrero de 2012, en la ciudad de Rosario (Argentina), una serie de centellas aparecieron en los patios de las viviendas residenciales del barrio Alberdi, a orillas del río Paraná, en el norte de la ciudad. Un testigo sufrió la explosión de una de ellas mientras se encontraba en la cocina de su hogar, evento que derivó en la caída al suelo de su madre y varias denuncias a periódicos locales de parte de los vecinos.[cita requerida]
Otro informe da cuenta de un rayo globular que se deslizó a lo largo del pasillo de un avión de pasajeros.

## Análisis

El espectro de emisión (intensidad vs. longitud de onda) de un rayo en bola natural

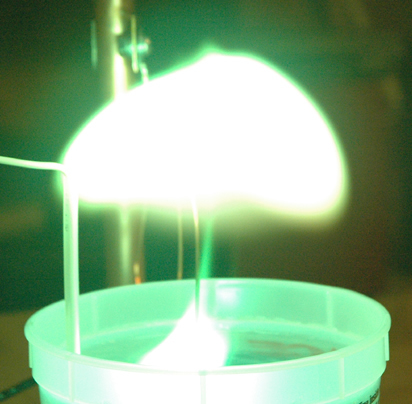
Existen experimentos que han conseguido resultados parecidos a los rayos globulares.

Durante mucho tiempo el fenómeno fue considerado un mito. Aunque la naturaleza exacta del mismo todavía es sujeto de especulación, se acepta que no se trata de una invención ni de un fenómeno puramente psicológico. Se han obtenido más de 3000 informes de testigos oculares y ha sido fotografiado varias veces. Aún no existe una explicación que sea ampliamente aceptada.
Algunas características difíciles de explicar son la longevidad de su existencia y la flotación casi neutral en el aire. Es posible que la energía que alimenta el brillo sea generada por una combinación química liberada lentamente. Se han hecho muchos intentos para crear rayos globulares en laboratorios, y algunos han resultado en fenómenos superficialmente similares, pero no hay demostraciones convincentes de que el fenómeno natural haya sido reproducido.
Una hipótesis popular postula que el rayo globular es un plasma altamente ionizado contenido por campos magnéticos autogenerados. Después de un examen detallado, esta hipótesis no parece sostenible. Si el gas está razonablemente ionizado, y si además está cerca del equilibrio termodinámico, entonces debe estar muy caliente. Como su presión debe estar en equilibrio con la del aire que lo rodea, debería ser mucho más liviano que el aire y por lo tanto elevarse rápidamente. Un campo magnético puede ayudar a resolver el problema de la cohesión del globo de plasma, pero lo haría aún más liviano. Además, un plasma caliente, incluso combinado con un campo magnético, no sobreviviría el tiempo que duran los rayos globulares, debido tanto a la recombinación como a la conducción térmica.
Puede haber, sin embargo, formas especiales de plasma para las cuales los argumentos anteriores no se aplican completamente. En particular, un plasma puede estar compuesto por iones positivos y negativos, en lugar de iones positivos y electrones. En ese caso, la recombinación puede ser bastante lenta, incluso a temperatura ambiente. Una de estas teorías involucra hidrógeno cargado positivamente y una mezcla de nitritos y nitratos cargados negativamente.
Se ha propuesto también, a través del análisis del espectro luminoso, que estos rayos globulares se producirían a partir de los materiales evaporados a altas temperaturas cuando un rayo alcanza el suelo, con lo que la luz emitida por el rayo globular se correspondería con el espectro del material del suelo.
Se desarrolló el modelo de un rayo globular que está basado en las oscilaciones no lineales con la simetría esférica de partículas cargadas en el plasma. Estas oscilaciones fueron descritas usando tanto enfoques clásicos como cuánticos. Se encontró que las oscilaciones de plasma más intensas se producen en las regiones centrales de un rayo globular. Se sugiere que los estados ligados de partículas cargadas, que se oscilan radialmente, con espines orientados en sentido opuesto - el análogo de pares de Cooper - pueden aparecer dentro de un rayo globular. Este fenómeno, a su vez, puede producir una fase superconductora en un rayo globular. La idea de la superconductividad en un rayo globular se consideró anteriormente. La posibilidad de la existencia de un rayo globular con un núcleo compuesto también se discutió en este modelo.